# Deve ser horrível dormir sem mim
Deve ser horrível dormir sem mim è un singolo dei cantanti brasiliani Manu Gavassi e Gloria Groove, pubblicato il 21 agosto 2020 dalla Universal Music Group.

## Tracce
Testi e musiche di Manoela Latini Gavassi Francisco, Daniel Garcia Felicione Napoleão, Lucas Cesar Lima Silveira, Tiago Abrahão.
Download digitale
1. Deve ser horrível dormir sem mim – 2:35

## Classifiche
| Classifica (2020) | Posizione massima |
| ----------------- | ----------------- |
| Brasile           | 2                 |
| Portogallo        | 199               |